# Orthocis subornatus
Orthocis subornatus is een keversoort uit de familie houtzwamkevers (Ciidae). De wetenschappelijke naam van de soort werd in 1861 gepubliceerd door Thomas Vernon Wollaston.